# Dendrocnide
Genre
Classification APG III (2009)
Dendrocnide est un genre de plantes à fleurs de la famille des Urticaceae (comprenant les orties).
Ce sont des plantes herbacées ou des arbustes.

## Liste d'espèces
- Dendrocnide amplissima (Blume) Chew
- Dendrocnide anacardioides
- Dendrocnide basirotunda (C. Y. Wu) Chew
- Dendrocnide batanensis
- Dendrocnide carriana Chew
- Dendrocnide celebica Chew
- Dendrocnide contracta (Blume) Chew
- Dendrocnide corallodesme(Lauterb.) Chew
- Dendrocnide cordifolia (Warb. ex H.J.P.Winkl.) Chew
- Dendrocnide crassifolia (C.B.Rob.) Chew
- Dendrocnide densiflora (C.B.Rob.) Chew
- Dendrocnide elliptica (Merr.) Chew
- Dendrocnide excelsa (Wedd.) Chew
- Dendrocnide gigantea (Poir.) Chew
- Dendrocnide harveyi (Seem.) Chew
- Dendrocnide kajewskii Chew
- Dendrocnide kjellbergii Chew
- Dendrocnide kotoensis (Hayata ex Yamam.) B.L.Shih & Yuen P.Yang
- Dendrocnide latifolia (Gaudich.) Chew
- Dendrocnide longifolia (Hemsl.) Chew
- Dendrocnide luzonensis (Wedd.) Chew
- Dendrocnide meyeniana (Walp.) Chew
- Dendrocnide microstigma (Wedd.) Chew
- Dendrocnide mirabilis (Rech.) Chew
- Dendrocnide morobensis Chew
- Dendrocnide moroides (Wedd.) Chew ( = Laportea moroides Wedd.)
- Dendrocnide nervosa (H.J.P.Winkl.) Chew
- Dendrocnide oblanceolata (Merr.) Chew
- Dendrocnide peltata (Blume) Miq.
- Dendrocnide photinophylla (Kunth) Chew
- Dendrocnide pruritivus H.St.John
- Dendrocnide rechingeri (H.J.P.Winkl.) Chew
- Dendrocnide rigidifolia (C.B.Rob.) Chew
- Dendrocnide schlechteri (H.J.P.Winkl.) Chew
- Dendrocnide sessiliflora (Warb.) Chew
- Dendrocnide sinuata (Blume) Chew
- Dendrocnide stimulans (L.f.) Chew
- Dendrocnide subclausa (C.B.Rob.) Chew
- Dendrocnide ternatensis (Miq.) Chew
- Dendrocnide torricellensis (Lauterb.) Chew
- Dendrocnide urentissima (Gagnep.) Chew
- Dendrocnide venosa (Elmer) Chew
- Dendrocnide vitiensis (Seem.) Chew